# Marvel Premiere
Marvel Premiere è una serie antologica a fumetti, pubblicata dalla Marvel Comics dall'aprile 1972 all'agosto 1981.

## Cronologia dei fumetti
n. 1 (aprile 1972): And men shall call him Warlock, di Roy Thomas (testi) e Gil Kane (disegni), (Prima edizione italiana: Il nume risorto, sull'albo Albi dei Super-Eroi n. 2, Editoriale Corno)
Presenta una ristampa: Yellow Claw;
n. 2 (maggio 1972): The hounds of Helios, di Roy Thomas (testi) e Gil Kane (disegni), (Prima edizione italiana: I cani dell'inferno, sull'albo Albi dei Super-Eroi n. 2, Editoriale Corno)
Presenta una ristampa: Yellow Claw n. 3 (febbraio 1957): The Trap, di George Roussos (disegni);
n. 3 (luglio 1972) While the world spins mad!, di Stan Lee (testi) e Barry Windsor-Smith (testi e disegni), (Prima edizione italiana: Mentre il mondo turbina in preda alla follia!, sugli albi L'Uomo Ragno (prima serie) n. 82 e n. 83, Editoriale Corno);
n. 4 (settembre 1972): The spawn of Sligguth!, di Archie Goodwin, Roy Thomas (testi) e Barry Windsor-Smith (disegni), (Prima edizione italiana: I figli di Sligguth!, sugli albi L'Uomo Ragno (prima serie) n. 84 e n. 85, Editoriale Corno);
n. 5 (novembre 1972): The lurker in the labyrinth!, di Gardner F. Fox (testi) e Irv Wesley (disegni), (Prima edizione italiana: La creatura del labirinto, sugli albi L'Uomo Ragno (prima serie) n. 86 e n. 87, Editoriale Corno);
n. 6 (gennaio 1973): The shambler from the sea!, di Gardner F. Fox (testi) e Frank Brunner (disegni), Il mostro che viene dal mare, sugli albi L'Uomo Ragno (prima serie) n. 86 e n. 87 (settembre 1973, Editoriale Corno);
n. 7 (marzo 1973): The shadows of the starstone!, di Gardner F. Fox (testi) e P.Craig Russell (disegni), (Prima edizione italiana: Le ombre della pietra lunare!, sugli albi L'Uomo Ragno (prima serie) n. 106 e n. 107, Editoriale Corno);
n. 8 (maggio 1973): The doom that bloomed on Kathulos!, di Gardner F. Fox (testi) e James Starlin (disegni), (Prima edizione italiana: Il destino di Kathulos!, sugli albi L'Uomo Ragno (prima serie) n. 108 e n. 110, Editoriale Corno);
Presenta una ristampa: Silver Surfer n. 2 (ottobre 1968): When lands the saucer!/Let Earth be the prize!, di Stan Lee (testi) e John Buscema (disegni);
n. 9 (luglio 1973): The crypts of Kaa-U!, di Steve Englehart (testi) e Frank Brunner (disegni), (Prima edizione italiana: Le cripte di Kaa-U!, sugli albi L'Uomo Ragno (prima serie) n. 112 e n. 113, Editoriale Corno);
n.10 (settembre 1973): Finally, Shuma-Gorath!, di Steve Englehart (testi) e Frank Brunner (disegni), (Prima edizione italiana: Ecco infine Shuma-Gorath!, sugli albi L'Uomo Ragno (prima serie) n. 114 e n. 116, Editoriale Corno);
n.11 (ottobre 1973): Homecoming!, di Steve Englehart (testi) e Frank Brunner (disegni), (Prima edizione italiana: Ritorna!, sull'albo Hulk e i Difensori n. 4, Editoriale Corno)
Presenta due ristampe:
Strange Tales (Prima serie) n.115 (dicembre 1963): The origin of Dr. Strange, di Stan Lee (testi) e Steve Ditko (disegni)
Strange Tales (Prima serie) n.117 (febbraio 1964): The many traps of Baron Mordo!, di Stan Lee (testi) e Steve Ditko (disegni);
n.12 (novembre 1973): Portal to the past!, di Steve Englehart, Mike Friedrich (testi) e Frank Brunner (disegni), (Prima edizione italiana: Entrata nel passato, sull'albo Hulk e i Difensori n. 4 (1º maggio 1975), Editoriale Corno);
n.13 (gennaio 1974): Time doom, di Steve Englehart (testi) e Frank Brunner (disegni), (Prima edizione italiana: Il tempo del destino, sull'albo Hulk e i Difensori n. 7, Editoriale Corno);
n.14 (marzo 1974): Sise-neg GenesiS, di Steve Englehart (testi) e Frank Brunner (disegni), (Prima edizione italiana: La genesi di Size-Neg, sull'albo Hulk e i Difensori n. 8 (26 giugno 1975), Editoriale Corno);
n.15 (maggio 1974): The fury of Iron Fist!, di Roy Thomas (testi) e Gil Kane (disegni), (Prima edizione italiana: Pugno d'Acciaio!, sull'albo Shang-Chi il maestro del Kung-Fu n. 24, Editoriale Corno);
n.16 (luglio 1974): Heart of the dragon!, Len Wein (testi) e Larry Hama (disegni), (Prima edizione italiana: Il cuore del drago, sull'albo Shang-Chi il maestro del Kung-Fu (prima serie) n. 25, Editoriale Corno);
n.17 (settembre 1974): Citadel on the edge of vengeance, di Doug Moench (testi) e Larry Hama (disegni), (Prima edizione italiana: La cittadella sull'orlo della vendetta, sull'albo Shang-Chi il maestro del Kung-Fu (prima serie) n. 26, Editoriale Corno);
n.18 (ottobre 1974): Lair of shattered vengeance!, di Doug Moench (testi) e Larry Hama (disegni), (Prima edizione italiana: Il covo di Triplo Acciaio, sull'albo Shang-Chi il maestro del Kung-Fu (prima serie) n. 27, Editoriale Corno);
n.19 (novembre 1974): Death-cult!, di Doug Moench (testi) e Larry Hama (disegni), (Prima edizione italiana: Culto di morte!, sull'albo Shang-Chi il maestro del Kung-Fu (prima serie) n. 28, Editoriale Corno);
n.20 (gennaio 1975): Batroc and other assassins, di Tony Isabella (testi) e Arvell Malcolm Jones (disegni), (Prima edizione italiana: La compagnia di Batroc, sull'albo Shang-Chi il maestro del Kung-Fu (prima serie) n. 29, Editoriale Corno);
n.21 (marzo 1975): Daughters of the death-goddess, di Tony Isabella (testi) e Arvell Malcolm Jones (disegni), (Prima edizione italiana: Le figlie della morte!, sull'albo Shang-Chi il maestro del Kung-Fu (prima serie) n. 30, Editoriale Corno);
n.22 (maggio 1975): Death is a ninja, di Tony Isabella (testi) e Arvell Malcolm Jones (disegni), (Prima edizione italiana: La morte è un ninja, sull'albo Shang-Chi il maestro del Kung-Fu n. 31, Editoriale Corno);
n.23 (agosto 1975): The name is... Warhawk, di Chris Claremont (testi) e Patrick R. Broderick (disegni), (Prima edizione italiana: Il nome è Warhawk, sull'albo Shang-Chi il maestro del Kung-Fu (prima serie) n. 32, Editoriale Corno);
n.24 (settembre 1975): Summerkill, di Chris Claremont (testi) e Patrick R. Broderick (disegni), (Prima edizione italiana: Estate di morte, sull'albo Shang-Chi il maestro del Kung-Fu (prima serie) n. 33, Editoriale Corno);
n.25 (ottobre 1975): Morning of the mindstorm!, di Chris Claremont (testi) e John Byrne (disegni), (Prima edizione italiana: Il giorno dell'apocalisse, sull'albo Shang-Chi il maestro del Kung-Fu (prima serie) n. 34, Editoriale Corno);
n.26 (novembre 1975): The games of raging gods, di Bill Mantlo (testi) e George Tuska (disegni), (Prima edizione italiana: I giochi degli dei, sugli albi Thor e i Vendicatori n. 225 e n. 226 (novembre 1979), Editoriale Corno);
n.27 (dicembre 1975): Deathsong, di Chris Claremont (testi) e vari (disegni), (Prima edizione italiana: Suono di morte, sugli albi Fantastici Quattro n. 254 e n. 255 (gennaio 1981), Editoriale Corno)
Presenta una ristampa: Vampire Tales;
n.28 (febbraio 1976): There's a mountain on Sunset Boulevard!, di Bill Mantlo (testi) e Frank Robbins (disegni), (Prima edizione italiana: Una montagna in Sunset Boulevard!, sugli albi Thor e i Vendicatori n. 227 e n. 228, Editoriale Corno);
n.29 (aprile 1976): The Red Skull Strikes 2/4: Lo, the Liberty Legion, di Roy Thomas (testi) e Don Heck (disegni), (Prima edizione italiana: La legione della libertà, sull'albo Capitan America n. 112 (27 luglio 1977), Editoriale Corno)
Presenta: Give me liberty-- or give me the Legion! (A historical footnote), di Roy Thomas (testi), pag.1;
n.30 (giugno 1976): The Red Skull Strikes 4/4: Hey, ma! They're blitzin' the Bronx, di Roy Thomas (testi) e Don Heck (disegni), (Prima edizione italiana: Disastro sul Bronx!, sull'albo Capitan America n. 114, Editoriale Corno)
Presenta: Give me liberty or give me Legion! (A few footnotes), di Roy Thomas (testi), pag.1;
n.31 (agosto 1976): Birthday, di Bill Mantlo (testi) e Keith Giffen (disegni), (inedito in Italia);
n.32 (ottobre 1976): Monark Starstalker, di Howard Chaykin (testi e disegni), (Prima edizione italiana: Il monarca delle stelle, sull'albo Eterni n. 20, Editoriale Corno);
n.33 (dicembre 1976): The mark of Kane!, di Roy Thomas (testi) e Howard Chaykin (disegni), (Prima edizione italiana: Il marchio di Kane, sugli albi Thor e i Vendicatori n. 221 e n. 222, Editoriale Corno)
Presenta:
Introductory note on Solomon Kane, di Roy Thomas (testi), pag.1
The trail of Solomon Kane, di Fred Blosser (testi), pag.1
n.34 (febbraio 1977): Fangs of the gorilla god!, di Roy Thomas (testi) e Howard Chaykin (disegni), (Prima edizione italiana: Il dio gorilla, sugli albi Thor e i Vendicatori n. 222 e n. 223, Editoriale Corno);
n.35 (aprile 1977): The 3-D Man, di Roy Thomas (testi) e Jim Craig (disegni), (Prima edizione italiana: L'Uomo 3-D!, sugli albi Eterni n. 23 e n. 24, Editoriale Corno);
n.36 (giugno 1977): The devil's music, Donald Glut, Roy Thomas (testi) e Jim Craig (disegni), (Prima edizione italiana: La musica del diavolo, sull'albo Eterni n. 29, Editoriale Corno)
Presenta: Three dimensions in four colors, a foreword/backword, di Roy Thomas (testi), pag.1;
n.37 (agosto 1977): Code-name: The Cold Warrior, di Roy Thomas (testi) e Jim Craig (disegni), (Prima edizione italiana: Nome in codice: Guerriero Freddo!, sull'albo Eterni n. 29, Editoriale Corno);
n.38 (ottobre 1977): The lord of Tyndall's quest, di Doug Moench (testi) e Michael Ploog (disegni), (Prima edizione italiana: La ricerca di Tyndall, sugli albi Thor e i Vendicatori n. 228 e n. 229, Editoriale Corno);
n.39 (dicembre 1977): Ride a wild rocket, di Marv Wolfman (testi) e Bob Brown (disegni), (Prima edizione italiana: A cavallo di un razzo!, sugli albi Eterni n. 15 e n. 16 (maggio 1979), Editoriale Corno);
n.40 (febbraio 1978): Battle with the big man, di Bill Mantlo, Marv Wolfman (testi) e Bob Brown (disegni), (Prima edizione italiana: ... battere il grande uomo, sugli albi Eterni n. 17 e n. 18 (maggio 1979), Editoriale Corno);
n.41 (aprile 1978): The dying sun!, di Doug Moench (testi) e Tom Sutton (disegni), (Prima edizione italiana: Il sole morente, sull'albo Eterni n. 14, Editoriale Corno);
n.42 (giugno 1978): Nightmare's evolution, di Edward Hannigan, John Warner (testi) e Mike Vosburg (disegni), (inedito in Italia);
n.43 (agosto 1978): In Manhattan, they play for keeps, di Donald F. McGregor (testi) e Tom Sutton (disegni), (Prima edizione italiana: Gioco pesante a Manhattan, sull'albo Eterni n. 19, Editoriale Corno);
n.44 (ottobre 1978): Jack of Hearts, di Bill Mantlo (testi) e Keith Giffen (disegni), (Prima edizione italiana: Il Fante di Cuori, sull'albo Eterni n. 13, Editoriale Corno);
n.45 (dicembre 1978): Otherwar!, di David Anthony Kraft (testi) e George Pérez (disegni), (Prima edizione italiana: Altra guerra!, sugli albi L'Uomo Ragno (prima serie) n. 273, n. 274 e n.275, Editoriale Corno)
Presenta: Man-Wolf (a synopsis of the events in Creatures on the Loose #30-37), di David Anthony Kraft (testi);
n.46 (febbraio 1979): Stargod, di David Anthony Kraft (testi) e George Pérez (disegni), (Prima edizione italiana: Dio delle stelle, sugli albi L'Uomo Ragno (prima serie) n. 276, n. 277 e n.278, Editoriale Corno);
n.47 (aprile 1979): To steal an Ant-Man, di David Michelinie (testi) e John Byrne (disegni), (Prima edizione italiana: Rubare un Ant-Man, sull'albo Iron Man n. 13 (febbraio 1990), Play Press);
n.48 (giugno 1979): The price of a heart, di David Michelinie (testi) e John Byrne (disegni), (Prima edizione italiana: Il prezzo di un cuore, sull'albo Iron Man n. 14 (marzo 1990), Play Press);
n.49 (agosto 1979): Sound of the silencer, di Mark Evanier (testi) e Sal Buscema (disegni);
n.50 (ottobre 1979): From the inside, di Alice Cooper, Roger Stern (testi) e Tom Sutton (disegni);
n.51 (dicembre 1979): The Panther vs. the Klan 8/10: The killing of Windeagle, di Edward Hannigan (testi) e Jerry Bingham (disegni);
n.52 (febbraio 1980): The Panther vs. the Klan 9/10: Journey through the past, di Edward Hannigan (testi) e Jerry Bingham (disegni);
n.53 (aprile 1980): The Panther vs. the Klan 10/10: The ending, in anger, di Edward Hannigan (testi) e Jerry Bingham (disegni);
n.54 (giugno 1980): The devil's starry anvil, di Peter B.Gillis (testi) e Gene Day (disegni);
n.55 (agosto 1980): A force of two, di Bob Layton, David Michelinie (testi) e Ron Wilson (disegni);
n.56 (ottobre 1980): The big top barter resolution, di Howard Chaykin, David Michelinie, Len Wein (testi) e Howard Chaykin (disegni;
n.57 (dicembre 1980): Dr. Who and the Iron Legion 1/2:, di Frank Miller, John Wagner (testi) e Dave Gibbons (disegni);
n.58 (febbraio 1981): Dr. Who and the Iron Legion 2/2: Against the gods!, di Frank Miller, John Wagner (testi) e Dave Gibbons (disegni);
n.59 (aprile 1981): City of the Cursed 1/2:, di Frank Miller, John Wagner (testi) e Dave Gibbons (disegni)
Full moon on the highway, di Steven Grant (testi) e Winslow Mortimer (disegni), pag.5;
n.60 (giugno 1981): City of the Cursed 2/2:, di Frank Miller, John Wagner (testi) e Dave Gibbons (disegni);
n.61 (agosto 1981): Planet story, di Doug Moench (testi) e Tom Sutton (disegni).